# Friedrich von Dietrich

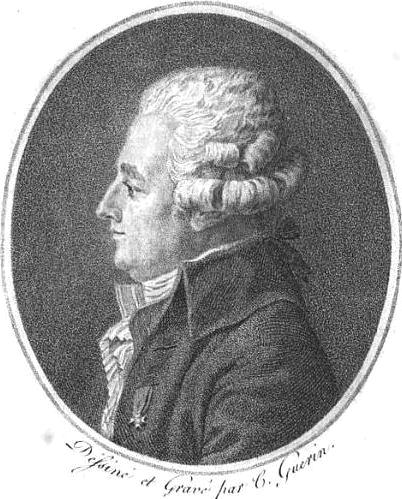
Friedrich von Dietrich

Freiherr Philipp Friedrich von Dietrich, französisch Philippe-Frédéric de Dietrich (* 14. November 1748 in Straßburg; † 29. Dezember 1793 in Paris) war ein französischer Naturwissenschaftler und zu Beginn der französischen Revolution Maire von Straßburg.

## Familie
Der Vater war der Montanindustrielle Johann Dietrich, der 1761 in den französischen Adel und 1762 in den Reichsfreiherrenstand erhoben wurde. Die Mutter war Anna Amalie Dorothea (geb. Hermanni). Er selbst heiratete 1772 in Basel Sibylle Louise Ochs. Aus der Ehe gingen zwei Söhne und eine Tochter hervor.

## Leben

### Ancien Régime
Er genoss eine vorzügliche Erziehung und Ausbildung insbesondere in den Naturwissenschaften. Er machte sich in Paris und Straßburg einen Namen als Mineraloge sowie Geograph. Er veröffentlichte dazu verschiedene Arbeiten. Auch förderte er die Naturwissenschaften und die Medizin finanziell. Dietrich unternahm ausgedehnte Studienreisen durch Frankreich, Korsika und England. Daraufhin wurde er zum königlichen Kommissar für Berg- und Hüttenwerke, Waldungen und Fabriken ernannt. In diesem Zusammenhang verfasste er die Description des gîtes de minerai, des forges et des salines des Pyrénées in sechs Bänden, sowie die Description des minerais, forges, salines, verreries, tréfileries, fabriques de fer-blanc, porcelaine, faïence de la Lorraine et de la Basse-Alsace. Geplant waren weitere Beschreibungen mit dem Ziel ganz Frankreich abzudecken. Er wurde Mitglied der Akademien der Wissenschaften in Paris und der Gesellschaft der naturforschenden Freunde in Göttingen und Berlin.
Durch seine Familie gehörte er der Ritterschaft des Elsass an und wurde 1779 Sekretär der Schweizer Garde des Grafen Artois. Er hatte Beziehungen zum Hof in Versailles gehörte aber auch dem liberalen Kreis um Turgot und Lafayette an. In Straßburg gehörte er dem kleinen Rat an und war bestrebt die alten ehemals reichsstädtischen Sonderrechte zu bewahren. Sein Haus in Straßburg war ein gesellschaftlicher Mittelpunkt in der Stadt. Er selbst hat verschiedene Kompositionen verfasst. Außerdem wurde er 1785 zum auswärtigen Mitglied der Göttinger Akademie der Wissenschaften gewählt.

### Maire von Straßburg
Nach dem Beginn der französischen Revolution wurde er im Juli 1789 als königlicher Kommissar als Vertreter des erkrankten Prätors nach Straßburg entsandt. Er traf dort auf eine gespannte Stimmung zwischen dem Magistrat und den Zünften. Nachdem es am 19. Juli zu einem Aufruhr gekommen war, trat von Dietrich als Vermittler auf. Nachdem das neue Gesetz zur Gemeindeordnung beschlossen worden war, trat er als gemäßigter Anhänger von Neuerungen in Straßburg hervor, stellte sich gegen die Verteidiger der alten Reichsstadtverfassung und sprach sich für eine Vereinigung des Elsass mit Frankreich aus. Während er in Straßburg an der Spitze der Revolution stand, musste er als Baron und Besitzer von Schloss Rothau, die Zerstörung seines Schlosses befürchten, wenn er nicht auf seine grundherrlichen Rechte verzichten würde. Auch musste er die Zerstörung der familieneigenen Hüttenwerke und Sägemühlen befürchten.
Seit dem 18. März 1790 bis August 1792 war er Maire von Straßburg. Außerdem fungierte er zeitweise als Friedensrichter. Auch außerhalb der Stadt war er politisch tätig und unterhielt eine ausgedehnte Korrespondenz mit in- und ausländischen Persönlichkeiten. Er machte sich auch als Redner etwa auf dem Bundesfest von 1790 einen Namen. Er führte die Stadt trotz zahlreicher Probleme erfolgreich durch die ersten Revolutionsjahre. Angesichts der Bedrohung unter anderem durch die Emigrantenarmee drängte er auf die Sicherung der Grenzen und ließ die Erklärung der Menschenrechte auch unter den Soldaten jenseits der Grenze verbreiten. Revolutionsfreunde aus den Nachbargebieten nahm er in der Stadt auf.
Er trat am 12. Oktober 1790 dem Club der Freunde der Konstitution in Straßburg bei. Dadurch wurde die Zusammenarbeit zwischen dem politischen Klub und der Stadtführung gefestigt. Nachdem Ludwig XVI. im Juni 1791 versucht hatte ins Ausland zu fliehen und Kriegsgefahr drohte, bemühte sich von Dietrich um Vorbereitung für die Verteidigung der Stadt. Nach der Annahme der Verfassung durch den König war er zeitweise sogar als Innenminister vorgesehen.

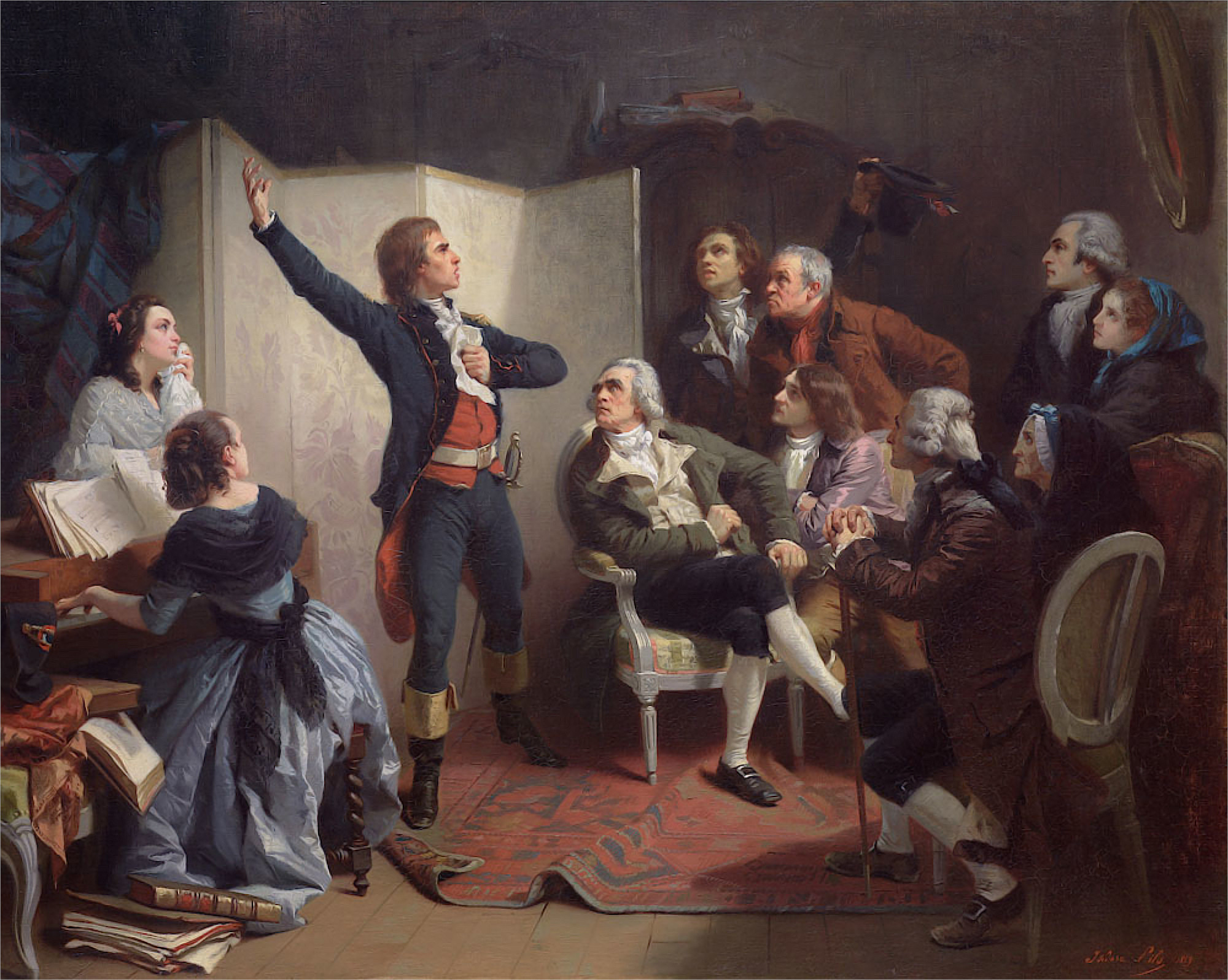
Erstaufführung der Marseillaise im Hause von Dietrichs

In der Stadt wandten sich zunehmend die radikaleren Revolutionäre gegen ihn und der Verfassungsklub spaltete sich. Man verdächtigte Dietrich durch die Erklärung des Belagerungszustandes ein Vorgehen gegen die Jakobiner Straßburgs vorzubereiten. Er versuchte angesichts der Bedrohung von außen eine Wiedervereinigung der Gemäßigten und der Jakobiner zu Stande zu bringen. Das Angebot wurde zunächst positiv aufgenommen, dann aber von den Jakobinern nicht aufgegriffen. Die örtlichen Jakobiner klagten ihn sogar in Paris an. Derweil baute von Dietrich zur Verteidigung Freiwilligeneinheiten auf. In seinem Haus wurde erstmals die Marseillaise aufgeführt. Das berühmte Gemälde von Isidore Pils, entstanden 1849, zeigt von Dietrich rechts von Rouget de Lisle im Sessel sitzend. Von Dietrichs Frau verbreitete das Stück durch die Anfertigung zahlreicher Abschriften.

### Sturz und Hinrichtung
In eine schwierige Lage brachte er sich dadurch, dass er kurz vor der Absetzung des Königs damit drohte, dass Straßburg bei einem Bruch der konstitutionellen Verfassung keine Verpflichtungen gegenüber Frankreich mehr hätte. Er ließ die politischen Clubs der Stadt schließen. Kommissare der Regierung setzten die Verwaltung und Gemeindevertretung ab. Dietrich versuchte sich zu retten, indem er versprach sich auf Seiten der gesetzgebenden Versammlung zu stellen und sich als Republikaner bezeichnete. Einige Zeit später wurde er dennoch seines Amtes enthoben.
Er floh zunächst in die Schweiz nach Winterthur. Als sich die Lage in Frankreich zu beruhigen schien, kehrte er im November 1792 aus Sorge um Familie und Besitz nach Frankreich zurück. Er wurde angeklagt. Seine Anhänger protestierten dagegen und daher wurde der Prozess nach Besançon verlegt, ohne dass dieser ernste Folgen gehabt hätte. Nachdem die Jakobiner die Macht übernommen hatten, wurde er nach Paris gebracht, und Robespierre verlangte auf Basis der älteren Beschuldigungen seine Hinrichtung. Diese wurde im Dezember 1793 vollzogen. Auch der Vater wurde eingesperrt und der Familie das Vermögen entzogen. Im Jahr 1795 erreichte der Sohn von Friedrich von Dietrich die Rehabilitation des Vaters und die Rückgabe des eingezogenen Besitzes.